# Weill Cornell Medicine
Centro Médico Weill Cornell es la unidad de investigación médica y escuela de medicina de la Universidad Cornell, una universidad privada Ivy League. La escuela médica está localizada en el 1300 York Avenue, en el Upper East Side de Manhattan en Nueva York.
Una de las escuelas médicas más selectivas de Estados Unidos, en Cornell hay aproximadamente 100 estudiantes por clase. En 2015, 6.183 personas solicitaron plaza, y 800 fueron entrevistadas para tan solo 106 plazas. La Universidad lleva el nombre de Sanford Weill.

## Historia
La escuela fue fundada el 18 de abril de 1898, a través de una dotación por parte de Oliver H. Payne. Fue establecida en Nueva York porque Ithaca, donde el campus principal está localizado, fue considerado demasiado pequeño para albergarlo. James Ewing fue el primer profesor de patología clínica de la Universidad, y por un tiempo el único profesor a tiempo completo.
Una rama del colegio llevaba a cabo sus operaciones en Stimson Hall en el campus principal. El curso de dos años de Ithaca iba paralelo a los dos primeros cursos en Nueva York. Cerró en 1938 debido a los bajos índices de inscripción.

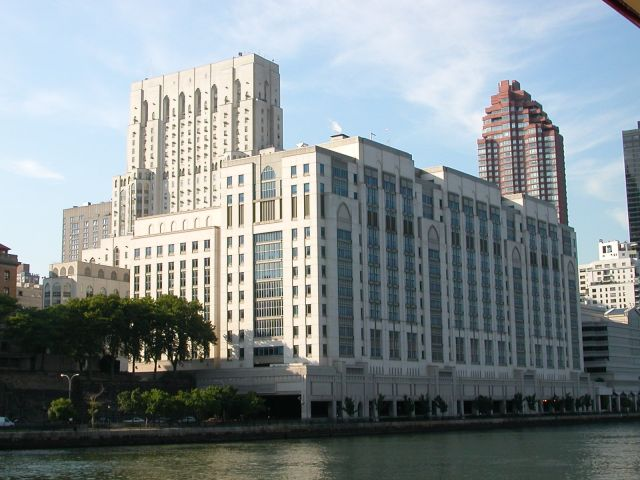

En 1927, la donación de 27 millones de William Payne Whitney llevó a la construcción del edificio del Payne Whitney Psychiatric Clinic, que se convirtió en el centro psiquiátrico afiliado a Cornell. Ese mismo año, la universidad se afilió al New York Hospital y dos instituciones fueron trasladadas al campus actual en 1932. El Training School for Nurses se afilió en 1942 hasta cerrar en 1979.
En 1998, el hospital afiliado al Centro Médico, el New York Hospital, se unió al Presbyterian Hospital. Las instituciones ahora llevan a cabo sus acciones bajo el nombre de Hospital presbiteriano de Nueva York. A pesar de la alianza clínica, la facultad y las funciones de las unidades de Cornell y Columbia se mantienen distintas e independientes.

## Perfil
Aunque comparte similitudes con otras escuelas de medicina, Weill Cornell es diferente en muchos sentidos. Las conexiones administrativas de Weill Cornell son complejas.

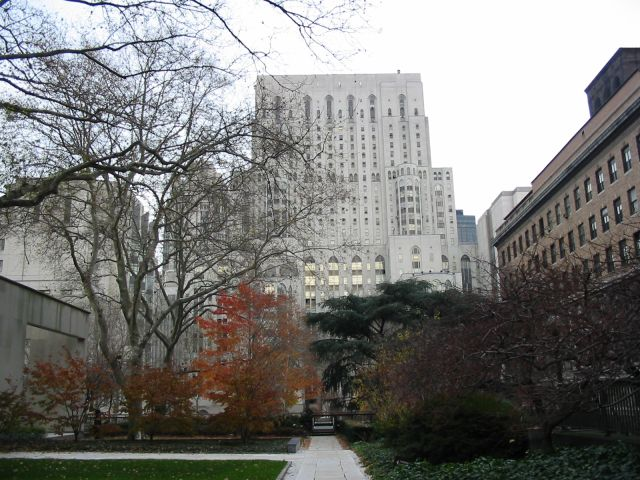
Weill Medical Center desde la Universidad Rockefeller

Además de sus afiliaciones al New York-Presbyterian Hospital, al Memorial Sloan Kettering Cancer Center, al Sloan-Kettering Institute, y a la Universidad Rockefeller, Weill Cornell es el centro académico del Hospital for Special Surgery, localizado en Houston, un hospital que había sido centro de enseñanza, hasta 2004, de la Escuela de Medicina de Baylor. Otros afiliados incluyen el Lincoln Hospital, New York Hospital Queens, New York Methodist Hospital, New York Downtown Hospital y la división NewYork-Presbyterian/Westchester.
Weill Cornell también ha sido la primera escuela de medicina estadounidense en expandirse más allá de los bordes de Estados Unidos. El Centro Médico Weill Cornell en Catar abrió en 2004. Sus facultades se encuentran en la Ciudad de la Educación de Doha. El campus de Catar ofrece un programa educacional de seis años centrado en el cuidado de pacientes. El campus de Doha ha sido blanco de críticas por la interpretación específica de Catar de la Ley Sharia y la carencia de los derechos de la primera enmienda presentes en las universidades de Estados Unidos. Cornell también ha recibido criticismo por el apoyo de Catar a grupos terroristas como Hamás e ISIS. Weill Cornell también ha estado activamente envuelto en el desarrollo del Weill Bugando Medical College en Mwanza, Tanzania.

## Ganadores del Premio Nobel asociados
| Año  | Recipiente          | Premio   | Detalles |
| 1989 | Harold Varmus       | Medicina | Descubrimiento del origen celular del retroviridae oncogén. Profesor del Centro Médico Weill Cornell desde 2015                      |
| 1968 | Robert W. Holley    | Medicina | Describir el código genético y como opera en la síntesis de proteínas. Ph.D. '47.                                                    |
| 1955 | Vincent du Vigneaud | Química  | Trabajo en componentes sulfúricos, especialmente por la síntesis de la hormona políptida. Profesor en el Centro Médico Weill Cornell |

## Alumnos notables
- Robert C. Atkins (M.D. '55), la Dieta Atkins
- Anthony Fauci (M.D. '66), Director del National Institute of Allergy and Infectious Diseases
- Carles Cordón (Ph.D. 1985), físico y científico conocido por su investigación pionera sobre mecanismos moleculares que desencadenan el cáncer
- Wilson Greatbatch (B.E.E. '50), inventor del marcapasos
- Henry Heimlich (M.D. '43), promotor de la maniobra de Heimlich
- Mae Jemison (M.D. '81), exastronauta
- C. Everett Koop (M.D. '41), excirujano general

## Pacientes notables

### Nacimientos notables
- Marie-Chantal de Grecia dio a luz a sus tres primeros hijos; la princesa Olimpia de Grecia y los príncipes Constantine Alexios de Grecia y Achileas Andreas de Grecia.
- Magdalena de Suecia dio a luz a su primogénita, Leonor de Suecia.